# Carrera Podium
Carrera Podium srl ist ein italienischer Fahrradhersteller mit Sitz in Calcinato in der Provinz Brescia in der Lombardei.
Carrera Podium wurde 1989 von den Fahrradenthusiasten Davide und Francesco Boifava und ihrem Freund Luciano Bracchi gegründet. Davide Boifava brachte seine Erfahrung als Radprofi und Team-Manager im Radsport ein. Derzeit ist Davide Boifava, CEO der Podium srl und Luciano Bracchi „Head of production & design“.
Carrera vertreibt seine Räder weltweit in etwa 30 Ländern.

## Radsport
Die Firma gibt an, dass auf ihren Rädern über 500 Siege eingefahren wurden.

## Fahrer
- Marco Pantani
- Claudio Chiappucci
- Stephen Roche
- Guido Bontempi
- Urs Zimmermann
- Rolf Sørensen[1]